# Alan Ferreyra
Alan Daniel Ferreyra (n. Berazategui, Provincia de Buenos Aires, Argentina; 18 de abril de 1996) es un futbolista argentino. Juega de arquero y su equipo actual es Victoriano Arenas.

## Carrera

### Inicios
Llegó a las inferiores de Boca Juniors en 2012, cuando el joven arquero tenía 16 años. Pudo alcanzar ser parte del plantel de Cuarta división del club, hasta que en abril de 2016 llegó a Quilmes.

### Quilmes
Al año siguiente, fue parte del plantel de Reserva, y firmar su primer contrato con el club, que lo liga hasta 2020.
Debido a la lesión de Emanuel Trípodi, tuvo la posibilidad de ser suplente frente a Instituto y Juventud Unida de Gualeguaychú por las fechas 11 y 12 de la B Nacional 2017-18.
En 2018, es parte del plantel de Primera, aunque jugó varios partidos de Reserva.

### Colegiales
En 2019 es prestado a Colegiales, equipo de la Primera B, aunque todavía no ha disputado partidos.

## Estadísticas
- Actualizado hasta el 8 de marzo de 2024.

| Quilmes Argentina | 2.ª                 | 2017-18             | 0  | 0  | - | - | - | - | 0  | 0  | 0    |
| Quilmes Argentina | 2.ª                 | 2018-19             | 0  | 0  | - | - | - | - | 0  | 0  | 0    |
| Quilmes Argentina | Total club          | Total club          | 0  | 0  | - | - | - | - | 0  | 0  | 0    |
| Colegiales Argentina | 3.ª                 | 2019-20             | 0  | 0  | - | - | - | - | 0  | 0  | 0    |
| Colegiales Argentina | Total club          | Total club          | 0  | 0  | - | - | - | - | 0  | 0  | 0    |
| San Telmo Argentina | 3.ª                 | 2020                | 0  | 0  | - | - | - | - | 0  | 0  | 0    |
| San Telmo Argentina | 2.ª                 | 2021                | 0  | 0  | - | - | - | - | 0  | 0  | 0    |
| San Telmo Argentina | Total club          | Total club          | 0  | 0  | 0 | 0 | - | - | 0  | 0  | 0    |
| Victoriano Arenas Argentina | 4.ª                 | 2023                | 10 | 13 | - | - | - | - | 10 | 13 | 1.3  |
| Victoriano Arenas Argentina | 4.ª                 | 2024                | 2  | 4  | - | - | - | - | 2  | 4  | 2    |
| Victoriano Arenas Argentina | Total club          | Total club          | 12 | 17 | 0 | 0 | - | - | 12 | 17 | 1.42 |
| Total en su carrera | Total en su carrera | Total en su carrera | 12 | 17 | 0 | 0 | - | - | 12 | 17 | 1.42 |
| (1) Las copas nacionales se refiere a la Copa Argentina. (2) Las copas internacionales se refiere a la Copa Libertadores y a la Copa Sudamericana. (3) Media de goles recibidos por encuentro. No incluye goles en partidos amistosos. |                     |                     |    |    |   |   |   |   |    |    |      |